# 리성복
리성복(李成福, 1933년~2001년 5월 15일)은 조선민주주의인민공화국의 언론인이자 정치인이다.

## 생애
1933년에 일제강점기 조선 강원도 원산에서 태어난 그는 김일성종합대학을 졸업한 뒤, 1967년에 《로동신문》판문점 출입기자로 활동하다가 1980년에 조선로동당 중앙위 후보위원과 1982년에 조선로동당 선전선동부 부부장을 지냈다.
이후 기자동맹위원장과《로동신문》 책임주필에 임명된 그는 조선로동당 중앙위 위원과 자강도 당 비서를 차례로 지냈으며, 2001년 5월 15일에 사망했다.